# Goin' South
Goin' South is een Amerikaanse komische western uit 1978 onder regie van Jack Nicholson. Actrice Mary Steenburgen werd voor haar hoofdrol hierin genomineerd voor de Golden Globe voor beste filmdebuut.

## Verhaal
Wanneer Henry Moon wordt opgepakt, wacht hem de doodstraf. In het stadje waarin hij zich bevindt blijkt alleen een wet van kracht die hem daarvan vrijwaart als hij trouwt. Julia Tate zoekt net een man om haar te helpen met haar werk in haar mijn en trouwt met Moon. Sheriff Andrew Kyle houdt het stel als een havik in de gaten, want als Moon zijn nieuwbakken vrouw durft te verlaten, staat hem alsnog de galg te wachten.

## Rolverdeling
| Acteur              | Personage            |
| ------------------- | -------------------- |
| Jack Nicholson      | Henry Lloyd Moon     |
| Mary Steenburgen    | Julia Tate Moon      |
| Christopher Lloyd   | Hulpsheriff Towfield |
| John Belushi        | Hulpsheriff Hector   |
| Ed Begley jr.       | Whitey Haber         |
| Veronica Cartwright | Hermine              |
| Danny DeVito        | Hog                  |
| Richard Bradford    | Sheriff Andrew Kyle  |